# Ecclesia
Ecclesia, av grekiskans ekklēsia (ἐκκλησία), latiniserat ecclesia betyder 'folkförsamling', 'kyrka'.
Ecclesia betecknar den kristna kyrkan i dess helhet och den enskilda församlingen. Ecclesia visibilis betyder 'den synliga kyrkan' och ecclesia invisibilis 'den osynliga kyrkan'. Ecclesia militans avser 'den kämpande kyrkan' (på jorden) och ecclesia triumphans 'den segrande kyrkan' (i himlen).